# ボリス・ド・シュレゼール
ボリス・ド・シュレゼール（Boris de Schloezer / ロシア語: Борис де Шлёцер, 1881年12月8日 ヴィテプスク - 1969年10月7日パリ）はドイツ系（一説にはベルギー系）ロシア人の翻訳家・音楽評論家・音楽学者。ロシア革命の混乱を避けてフランスに亡命した。本名はボリス・フョードロヴィチ・シュリョーツェル（Борис Фёдорович Шлёцер）。妹タチヤナ（1883年～1919年／1922年？）がアレクサンドル・スクリャービンの愛人でその子を産んだことから、スクリャービンとも親しかった。甥ジュリアン・スクリャービンならびに姪マリーナは、いずれも作曲家になっている。

## 生涯
シュレゼールは、フランス風の "de Schloezer" という綴りを好んだが、父親は、枢密顧問官ならびに上級政務官としてロシア入りしたドイツ人であり、氏名をカール・ネストル・フォン・シュレーツァー（Karl Nestor von Schlözer, 1839年-1906年）といった。
十月革命を避けてパリに逃れ、終生その地に留まった。
ボリス・ド・シュレゼールは、なかんずくロシアの音楽や哲学の研究者として名を揚げた。スクリャービン作品に関する基本的な入門書を書き上げてから、トルストイやゴーゴリの著作をフランス語に翻訳している。ユダヤ系ロシア人の哲学者レフ・シェストーフと親しく、その思想はシュレゼールの仏語訳を通じて初めて西欧に紹介された。ヨハン・ゼバスティアン・バッハについての入門書（ Introduction à Jean-Sébastien BACH ）は、各国語に翻訳されている。

## 著作
- Boris F. Schloezer: A. Skrjabin. （ベルリン、出版年代不詳、仏語版は1975年、英語版は1987年）
- Introduction à Jean-Sébastien BACH （パリ、1947年。ガリマール社）

### 評伝
- Gun-Britt Kohler: Boris de Schloezer (1881-1969). Wege aus der russischen Emigration. Köln: Böhlau 2003. ISBN 3-412-13302-7